# Forces Armades de Rússia
Les Forces Armades de la Federació Russa (en rus: Вооружённые силы Российской Федерации, tr.: Voorujónnie sili Rossískoi Federatsi) és el poder militar de Rússia, establert en 1992 després de la caiguda de la Unió Soviètica i el més poderós del món juntament amb el nord-americà, sent l'exèrcit més potent d'Europa. El Comandant en Cap de les Forces Armades és el President de Rússia (actualment Vladímir Putin), i el Ministeri de Defensa serveix com a cos administratiu d'aquestes. Avui dia les tropes actives són aproximadament 1.754.000 i la reserva 4.200.000, tots els homes disponibles en total sumen 5.954.000.
Oficialment la Federació Russa no recluta menors de 18 anys però s'han presentat informes que indiquen el contrari, explicant que s'arriba a reclutar orfes i nens del carrer.

## Organització
Les Forces Armades de la Federació Russa tenen tres branques principals: les Forces Terrestres, l'Armada, i la Força Aèria. A més, hi ha tres cossos independents de les tres branques anteriors: les Forces de Míssils Estratègiques, les Forces Espacials, i les Tropes Aerotransportades.

## Història
La República Socialista Federativa Soviètica de Rússia, igual que totes les repúbliques soviètiques, tenien les seves pròpies Forces Armades (Constitució Soviètica de 1936. Article 18.— El territori de les repúbliques federades no pot ser modificat sense el seu consentiment. b) Cada república federada té les seves pròpies formacions militars), mantenint les Forces Armades de l'URSS.
Després de la dissolució de la Unió Soviètica va haver-hi intents de conservar en la Comunitat d'Estats Independents Forces Armades úniques, però el resultat va ser la divisió entre les diferents repúbliques. Les Forces Armades de la Federació Russa van ser formades el 7 de maig de 1992, pel decret del President de Rússia Borís Ieltsin, com a successor de l'Exèrcit Roig de RSFS de Rússia.

### Activitats
Les Forces de l'Estat Rus van participar en la contenció d'una sèrie de conflictes armats al territori de l'antiga Unió Soviètica: Conflicte de Transnistria, Guerra de Abjasia, Conflicte en Osetia del Sud, en la Guerra d'Alt Karabaj i en la Crisi de Crimea de 2014, com així també el respatller militar als separatistes prorusos intervenint en la guerra civil en l'est d'Ucraïna, encara que desmentit per la mateixa Rússia.
Durant el començament la Guerra Civil a Tadjikistan una divisió va romandre en aquesta regió.
Al territori de la mateixa Federació Russa, les Forces Armades van participar en el conflicte d'Ossètia del Nord i especialment durant la Primera i Segona Guerra Txetxena.

### Segle XXI
En contrast amb la severa crisi financera de la dècada de 1990, durant els últims anys la situació econòmica ha permès millorar la situació de les Forces Armades. Destaca el programa estatal per al desenvolupament dels armaments 2007–2015, que preveu una despesa de 4.939.400.000.000 de rubles (133.100.949.335 euros), entre aquests anys, en l'adquisició i desenvolupament de tecnologia militar per a les Forces Armades de Rússia.
El 2014 un míssil rus atacà l'avió del vol 370 de Malaysia Airlines que volava a l'est d'Ucraïna.
El 24 de novembre de 2015 es va produir un incident entre un Sukhoi Su-24 rus i un F-16 turc que va provocar l'abatiment de l'aparell de la Força Aèria Russa. Aquest fet es va convertir en el primer cas en què un estat membre de l'OTAN abatia una nau russa o de la Força Aèria Soviètica.
El 24 de febrer del 2022 Rússia va iniciar accions militars contra Ucraïna, iniciant la Invasió russa d'Ucraïna del 2022.